# Giebelstadt
Giebelstadt est un bourg d'Allemagne, dans l'arrondissement de Wurtzbourg, en Basse-Franconie situé le long de la Bundesstraße 19.

## Personnalités
- Florian Geyer (1490-1525).